# Christian Gentz
Christian Gentz, född 7 mars 1804 på gården Bækkeskov (mellan Præstø och Næstved), död 27 april 1879, var en dansk trädgårdsmästare.
Gentz, som var son till en trädgårdsmästare, gick i trädgårdslära i Rosenborgs slottsträdgård och i Botanisk Have under Frederik Ludvig Holbøll och Peter Lindegaard. År 1825 avlade han trädgårdsexamen och året därpå genomgick han proven i botanik. Efter en längre utlandsresa till Tyskland och Nederländerna blev han trädgårdsmästare hos greve Raben på Aalholm och 1839 på Bregentved. Han företog väsentliga omdaningar och förbättringar av trädgården, så att den, då han 1843 kallades till stiftsträdgårdsmästare på Vallø slott, var betydligt förskönad. På Vallø var trädgården tämligen eftersatt, då han tillträdde tjänsten, men han lyckades att försköna denna och att omdana klostrets närmaste omgivning till en vacker park. På det Kongelige danske Landhusholdningsselskabs uppdrag ombesörjde han utgivningen av Jacob Jacobsens Havebog for Bønder i en ny och förbättrad upplaga (1837). Vidare skrev han några artiklar i Dansk Havetidende och Tidsskrift for Havevæsen.